# 蘇庭煥
苏庭焕（： So Jung-Hwan，2005年2月18日—），是一位韓國流行音樂男歌手。現為韓國YG娱乐旗下男子組合Treasure成員之一，團内忙內。

## 經歷

### 2018-2019年：參加出道生存綜藝節目
2018年11月參加YG出道生存綜藝節目YG寶石盒，並於2019年1月18日以DANCE組第一名的成績成功成為TREASURE第三個公佈的成員。
同年2月7日，YG公佈出道計劃，預計五到七月間會將連續發佈新曲。

### 2020年：以Treasure成員身份正式出道
1月6日，YG宣佈原為Treasure13成員河潤彬退隊，組合重組為12人，將會以Treasure組合名出道，官方也公佈新組合照。
5月12日，YG宣佈Treasure於8月出道。